# Freherstraße (Mannheim)

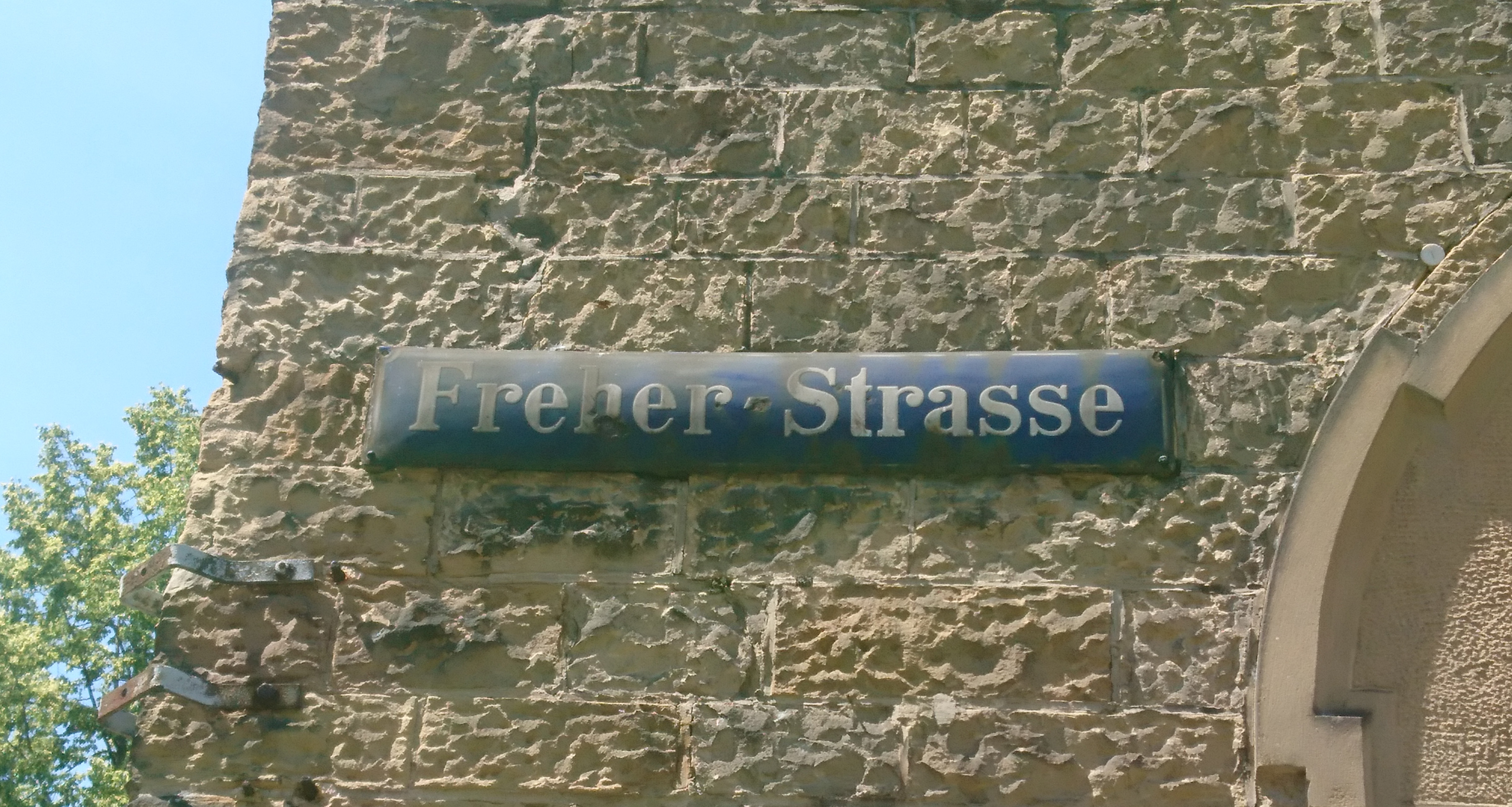
Straßenschild der Freherstraße

Die Freherstraße ist eine Straße in Mannheim. Sie beginnt an der Schanzenstraße und endet an der Jungbuschbrücke im Stadtteil Jungbusch. Sie ist Teil der Bundesstraße 44.

## Geschichte
Die Straße ist nach Marquard Freher (1565–1614) benannt. Der Jurist und Historiker beschreibt in seiner Arbeit Orginies Palatinae die Stadtgründung Mannheims. Der Bericht zur Stadtgründung im Jahr 1607 gilt als einzig erhaltene Überlieferung dazu.
Die Straße entstand zum 300. Jubiläumsjahr 1907 der Stadtgründung Mannheims auf dem Gebiet des alten Kohlehafens und bildet die Auffahrt zur Jungbuschbrücke. Ein Straßenschild ist am ehemaligen Polizeigebäude an der Ecke Werftstraße 4 angebracht; Hausnummern hat die Freherstraße keine.